# فورت كوفينغتون (نيويورك)
فورت كوفينغتون (بالإنجليزية: Fort Covington, New York)‏ هي بلدة أمريكية تقع في الولايات المتحدة في مقاطعة فرانكلن، نيويورك. يقدر عدد سكانها بـ 1,676 نسمة وترتفع عن سطح البحر 57 متر.

## أعلام
- جون مارتن توماس
- جيمس بي. سبنسر